# Parella amorosa desigual
Parella amorosa desigual és un quadre de Lucas Cranach el Vell pintat el 1517 que actualment forma part de la col·lecció permanent del Museu Nacional d'Art de Catalunya.

## Descripció
El quadre representa el robatori, per part d'una noia jove, a un vell imprudent que perd el món de vista a causa dels seus encants, mentre que ella somriu a cor què vols i fica la mà en la bossa del luxuriós. La parella amorosa d'edats molt diferents és un tema de llarga tradició que fou un dels arguments predilectes de la Reforma luterana, i que Cranach va representar força sovint. L'escena conté una intenció moralitzadora tot presentant la dona com un ésser perillós i generador de pecat, d'humiliació i de perdició. L'obra està signada i datada al costat del braç de la noia amb el distintiu de l'artista: un petit drac amb les ales cap dalt.